# Carabodes interruptus
Carabodes interruptus är en kvalsterart som beskrevs av Robert Gatlin Reeves 1992. Carabodes interruptus ingår i släktet Carabodes och familjen Carabodidae. Inga underarter finns listade.